# Joann Sfar

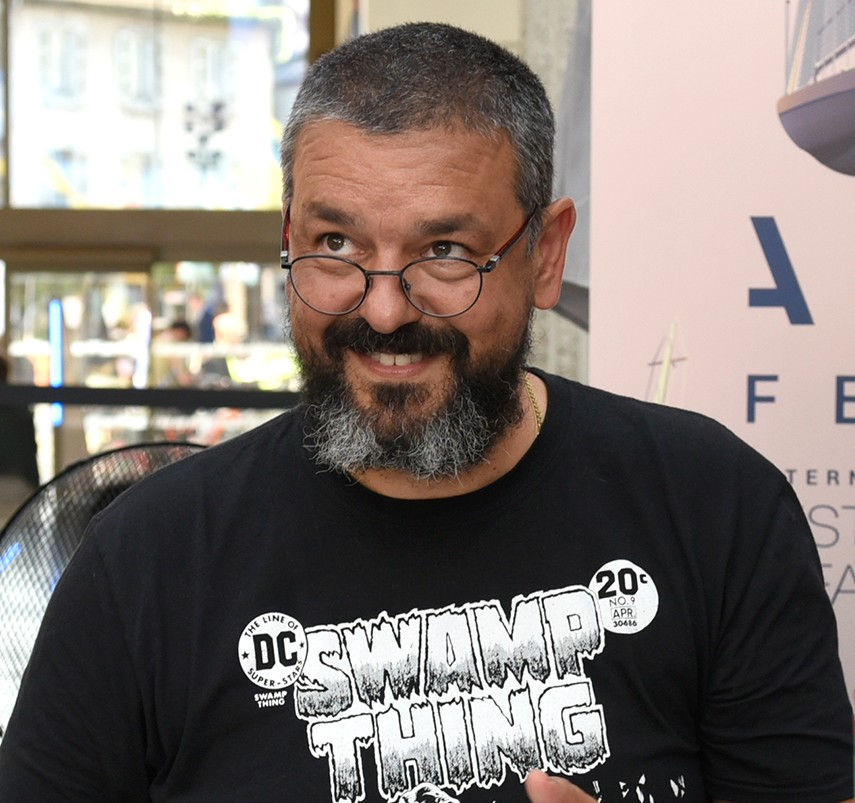
Joann Sfar (2022)

Joann Sfar (* 28. August 1971 in Nizza) ist ein französischer Comicautor, Filmregisseur, Drehbuchautor und Romanautor.

## Leben und Werk
Joann Sfar studierte Philosophie an der Universität Nizza und erlangte darin einen Magisterabschluss, bevor er an der École nationale supérieure des beaux-arts de Paris Kunst studierte. Er arbeitet mit anderen Comiczeichnern wie Tronchet und Emmanuel Guibert in einem gemeinsamen Atelier und ist Zeichner und Comicszenarist einer Vielzahl von Serien für Kinder und ein erwachsenes Publikum.
In Die Katze des Rabbiners thematisiert Sfar, selbst Jude, das Judentum im Maghreb. Er bezeichnet sich selbst als nicht religiös. Das Judentum ist für ihn in erster Linie Kultur, nicht Religion.
Am Festival International de la Bande Dessinée d’Angoulême wurde er 1998 mit dem Prix René Goscinny für das Album La Fille du professeur ausgezeichnet. Ebenfalls in Angoulême gewann er 2002 für sein Lebenswerk den Grand Prix de la Ville d’Angoulême. 2001 bekam er den Prix international de la Ville de Genève pour la bande dessinée für L'Académie des Beaux-Arts (erster Band der Serie Le Minuscule Mousquetaire).
2010 gab er mit Gainsbourg – Der Mann, der die Frauen liebte (Gainsbourg – vie héroïque) sein Spielfilmdebüt als Regisseur und Drehbuchautor. Das Biopic über das Leben Serge Gainsbourgs wurde für acht Césars nominiert und gewann in den Kategorien bestes Debüt, bester Hauptdarsteller und bester Schnitt. In den Hauptrollen waren Éric Elmosnino als Gainsbourg, Lucy Gordon als Jane Birkin, Laetitia Casta als Brigitte Bardot, Anna Mouglalis als Juliette Gréco und Sara Forestier als France Gall zu sehen.
Nach seinem Regiedebüt verfilmte Sfar gemeinsam mit Antoine Delesvaux mehrere Teile seiner Comic-Reihe Die Katze des Rabbiners zu einem animierten Spielfilm. Le Chat du rabbin wurde Anfang Juni 2011 in Frankreich veröffentlicht und brachte ihm den Preis für den besten Langfilm des Festival d’Animation Annecy sowie einen César ein.
2013 erschien sein Debütroman L'Éternel, 2014 der Roman Le Plus Grand Philosophe de France.
2015 folgte Sfars Film La Dame dans l'auto avec des lunettes et un fusil (Die Dame im Auto mit Sonnenbrille und Gewehr), basierend auf dem gleichnamigen Roman von Sébastien Japrisot.

## Werke

### Comics (Serien/Einzeltitel)
- Die Potamoks (Joann Sfar/José Luis Munuera) (ab 1997)
- Petrus Grumbart (1998)
- Merlin (Joann Sfar/José Luis Munuera) (ab 1999)
- Schwarze Oliven (Originaltitel: Les Olives Noires, Joann Sfar/Emmanuel Guibert, bisher 1 Band in deutscher Übersetzung, 2003)
- Die Katze des Rabbiners (ab 2004)
- Desmodus der Vampir (ab 2005)
- Die kleine Welt des Golem (2006)
- Pascin (2006)
- Klezmer (ab 2007 bis 2017)
- Donjon (Joann Sfar/Lewis Trondheim) (ab 2007)
- Professor Bell (Joann Sfar, ab dem 3. Band: Joann Sfar/Tanquerelle; ab 2008)
- Der kleine Prinz (2009)
- Donjon Parade (Joann Sfar/Manu Larcenet) (ab 2010)
- Socrates, der Halbhund: Herakles, Odysseus, Ödipus in Korinth (Joann Sfar/Christophe Blain; alle 2011)
- Troll (Jean David Morvan/Joann Sfar/Olivier Boiscommun, Bände 1 bis 3; 2013)
- Vampir (2013)
- Aspirine (2014)
- Sardine de l'espace (Emmanuel Guibert/Joann Sfar)
  - Emmanuel Guibert & Mathieu Sapin: Alldine & die Weltraumpiraten - Band 1: Nabelschau. Übersetzt von Andreas Illmann. Berlin 2022, ISBN 978-3-946972-61-7.
  - Emmanuel Guibert & Mathieu Sapin: Alldine & die Weltraumpiraten - Band 2: Energie der Galaxie. Übersetzt von Andreas Illmann. Berlin 2022, ISBN 978-3-946972-62-4.
- Die Synagoge. avant-verlag, Berlin 2023, ISBN 978-3-96445-102-6.
- Der Götzendiener. avant-verlag, Berlin 2024, ISBN 978-3-96445-107-1.
- Der Mini-Musketier (Le Minuscule Mousquetaire). avant-verlag, Berlin Juni 2025, ISBN 978-3-96445-136-1.

Nicht in deutscher Sprache erhältlich: 
- Nous vivrons
- carnets (Harmonica, Ukulele, Piano, Parapluie, Caravan, Greffier, Maharajah, Croisette)

### Filmografie
- 2010: Gainsbourg – Der Mann, der die Frauen liebte (Gainsbourg (Vie héroïque))
- 2011: Le Chat du rabbin
- 2015: La Dame dans l'auto avec des lunettes et un fusil

### Romane
- Der Ewige. Übersetzt von Thomas Bravot. Bastei Lübbe, Köln 2015, ISBN 978-3-8479-0585-1
- Pietrs Reise. Übersetzt von Thomas Bravot. Bastei Lübbe, Köln 2016, ISBN 978-3-8479-0603-2

## Auszeichnungen
- 2004: Max-und-Moritz-Preis als „Bester Szenarist“ beim Internationalen Comic-Salon Erlangen
- 2011: César für Gainsbourg – Der Mann, der die Frauen liebte (Kategorie: Bestes Erstlingswerk)
- 2011: Bester Langfilm des Festival d’Animation Annecy für Le Chat du rabbin
- 2012: César für Le Chat du Rabbin (Bester Animationsfilm)
- 2024: Max-und-Moritz-Preis, „Sonderpreis für ein herausragendes Lebenswerk“ beim Internationalen Comic-Salon Erlangen

## Orden
- 2014: Officier de l’ordre des Arts et des Lettres[2]
- 2016: Chevalier de la Légion d’honneur[3]
- 2024: Commandeur de l’ordre des Arts et des Lettres[4]

## Ausstellungen
- Joann Sfar, Kunsthaus Dresden, 21. Januar – 28. März 2014
- Joann Sfar. Sans début ni fin, Cartoonmuseum Basel, 6. April – 11. August 2019
- Joann Sfar. La vie dessinée, Musée d’art et d’histoire du Judaïsme Paris, 12. Oktober 2023 – 12. Mai 2024
- Die Katze des Rabbiners. Joann Sfar – Zeichnen und Leben, Stadtmuseum Erlangen, 30. Mai – 1. September 2024